# Dicaeum melanoxanthum
El picaflores ventrigualdo (Dicaeum melanoxanthum) es una especie de ave paseriforme de la familia Dicaeidae propia de las montañas del sur de Asia.

## Distribución y hábitat
Se encuentra en Bangladés, Bután, Birmania, sur de China, norte de la India, Nepal, y el norte de Laos,  Tailandia y Vietnam. Su hábitat natural son los bosques húmedos de montaña subtropicales.